# بخش ریویرا
بخش ریویرا یکی از بخشهای تیسینو  در کشور سوئیس است.